# Mechanizmy reakcji chemicznych
Mechanizm reakcji chemicznych – opis faktycznego przebiegu reakcji chemicznych, razem ze wszystkimi stadiami i produktami pośrednimi. Czasami za integralną część mechanizmu reakcji uważa się też opis jej przebiegu z energetycznego punktu widzenia, a także jej podstawowe dane kinetyczne.
Typowe równania chemiczne są zwykle tylko sumarycznym zapisem reakcji, bez wnikania w jej szczegółowy przebieg. Większość reakcji składa się jednak z od kilku do kilkudziesięciu procesów zrywania i powstawania poszczególnych wiązań chemicznych. Poszczególne akty zrywania lub powstawania wiązań nazywa się reakcjami elementarnymi. Kompletny zapis wszystkich równań elementarnych zachodzących w trakcie reakcji jest właśnie tym, co zwykło się nazywać jej mechanizmem.
Poznanie mechanizmu reakcji, oprócz znaczenia czysto poznawczego, ma także ogromne znaczenie praktyczne. Znając mechanizm reakcji, można nią świadomie sterować, zmieniając parametry jej środowiska. Na podstawie mechanizmu wyznacza się także efekty energetyczne reakcji i jej kinetykę, których znajomość jest często niezbędna do zastosowania danej reakcji w przemyśle.

## Typy mechanizmów reakcji
Jakkolwiek reakcje chemiczne przebiegają na setki różnych sposobów, typowe mechanizmy zostały dość dokładnie sklasyfikowane. Nazwy klas mechanizmów reakcji składają się ze skrótów literowo-cyfrowych. Wielkie litery określają ogólny rodzaj reakcji (eliminacja, substytucja, addycja), małe określają charakter chemiczny cząsteczki „atakującej”, a cyfra określa ile cząsteczek uczestniczy w etapie limitującym szybkość całej reakcji (czyli najwolniejszym). I tak np.
- EE1 to eliminacja elektrofilowa, jednocząsteczkowa – czyli w reakcji z wyjściowej cząsteczki coś ubywa, cząsteczka ma w kluczowym etapie charakter elektrofilowy i w etapie tym uczestniczy tylko jedna cząsteczka
- SN2 to substytucja nukleofilowa dwucząsteczkowa – czyli w wyniku reakcji dochodzi do wymiany jednych atomów na drugie, cząsteczka „atakująca” ma charakter nuklefilowy w kluczowym etapie i w etapie tym uczestniczą dwie cząsteczki.
- ACN4 to addycja skoordynowana (czasami mówi się też jednoczesna) (concerted), obojętna (neutral) czterocząsteczkowa – czyli w reakcji dochodzi do połączenia się cząsteczek w sposób skoordynowany, bez powstawania produktów ubocznych, a w kluczowym etapie uczestniczą jednocześnie wszystkie 4 cząsteczki.

## Ustalanie mechanizmów reakcji
Mechanizmy reakcji ustala się na różne sposoby:
- Najbardziej podstawowe jest zbadanie kinetyki danej reakcji. Reakcje chemiczne zachodzące według jednego z ogólnych typów mają zazwyczaj bardzo zbliżony mechanizm i podobną kinetykę. Dzięki temu istnieją katalogi ogólnych schematów kinetycznych odpowiadających danemu typowi reakcji. Typ reakcji można więc w dużym stopniu ustalić, porównując dane kinetyczne (szybkość reakcji, jej rząd względem wszystkich substratów) badanej reakcji ze schematem przypisanym do danego typu.
- Drugim sposobem jest próba analizy produktów pośrednich reakcji. Robi się to albo w trakcie samej reakcji (zwykle metodami spektroskopowymi) albo usiłuje się „zatrzymać” reakcję na etapie pośrednim i wyodrębnić pośrednie produkty.
- Trzecim sposobem jest bezpośrednia obserwacja przebiegu zrywania i powstawania kolejnych wiązań chemicznych. Pomocne są tu często tzw. szybkie (tj. możliwe do przeprowadzenia szybciej niż sama reakcja) techniki analityczne takie jak np. chromatografia stop flow.
- Czwartym jest izotopowe śledzenie, co się dzieje z wybranymi fragmentami cząsteczek w czasie reakcji. Robi się to, syntezując najpierw substraty zawierające duże ilości nietypowego izotopu (np.: izotopu C14) w określonych ściśle miejscach, a następnie analizując, w których miejscach znalazły się one w produktach. Wymaga to już jednak posiadania ogólnej koncepcji przebiegu danej reakcji.
- Ostatnim etapem jest zwykle weryfikacja eksperymentalna proponowanego mechanizmu. Polega ona na zmianach tych warunków, które według proponowanego mechanizmu powinny mieć istotny wpływ na nią i badaniu, czy wpływ ten jest rzeczywiście taki, jak to wynika z mechanizmu.

## Prezentacja mechanizmów reakcji za pomocą strzałek
Aby móc przedstawić schemat, jak przebiega dana reakcja chemiczna (najczęściej użycie strzałek dotyczy reakcji organicznych), opracowano zespół zasad pozwalających zobrazować mechanizm reakcji. Reakcją chemiczną w uproszczeniu jest rozerwanie jednego z wiązań chemicznych lub powstanie nowego wiązania chemicznego. Wraz z rozrywaniem i zawiązywaniem się nowych wiązań chemicznych dochodzi do przemieszczania elektronów pomiędzy wiążącymi się elementami (np. atomami lub innymi wiązaniami). W celu wizualizacji ruchu elektronów w obrębie reagujących elementów opracowano metodę z wykorzystaniem strzałek. Przykład:
Najważniejsze zasady dotyczące przedstawiania mechanizmów reakcji z pomocą strzałek:
- Strzałki służące do przedstawiania mechanizmu reakcji chemicznej powinny być wygięte (nie stosuje się strzałek prostych); strzałka z dwoma grotami symbolizuje przesunięcie dwóch elektronów; strzałka z jednym grotem symbolizuje przesunięcie jednego elektronu:

- Strzałki zawsze powinny „podążać” za sobą w zapisach mechanizmów reakcji, w których biorą udział pary elektronowe (strzałka z podwójnym grotem); wyjątkiem są zapisy mechanizmów reakcji rodnikowych, w których pojedyncze elektrony (symbolizowane przez pojedynczy grot) formują wiązanie chemiczne[1]: